# Carpathian Forest
«Carpathian Forest» (рус. Карпатский лес) — норвежская блэк-метал-группа, основанная в 1990 году Наттефростом и Нордавиндом.

## История
Первое демо «Bloodlust & Perversion» было выпущено группой в 1992 году на кассете и получило неожиданно восторженные отзывы слушателей. В 1993 году группа выпускает своё второе демо «Journey through the cold moors of Svarttjern». Однако до 1995 Carpathian Forest были малоизвестны. Культовый статус группа приобрела лишь после выхода первого EP — Through Chasm, Caves and Titan Woods, который можно отнести к классике блэк-метала.
В отличие от большинства других блэк-метал-групп, Carpathian Forest посвящают свои произведения не только антихристианству, злу и сатанизму: некоторые песни этой группы содержат маниакальные фантазии (садомазохизм, самоубийство, самоистязание, некрофилия, людоедство). Группа внесла большой вклад в развитие блэк-метала. Творчество Carpathian Forest можно отнести к таким подвидам блэка, как тру-блэк и атмосферный блэк.

## Дискография

### Студийные альбомы
- Black Shining Leather (1998)
- Strange Old Brew (2000)
- Morbid Fascination of Death (2001)
- Defending the Throne of Evil (2003)
- Fuck You All!!!! Caput tuum in ano est (2006)

### EP
- Through Chasm, Caves and Titan Woods (1995)
- Likeim (2018)

### Сборники
- Bloodlust and Perversion (1997)
- We’re Going to Hell for This: Over a Decade of Perversions (2002)
- Skjend hans lik (2004)

### Демо
- Black Winds (1991 — под названием Enthrone)
- Rehearsal Outtake (1992)
- Bloodlust and Perversion (1992)
- Journey Through the Cold Moors of Svarttjern (1993)

### Синглы
- «He’s Turning Blue» (2000)

## Видеография

### DVD
- We`re Going to Hollywood for This - Live Perversion (2004)

Hellfest 2013
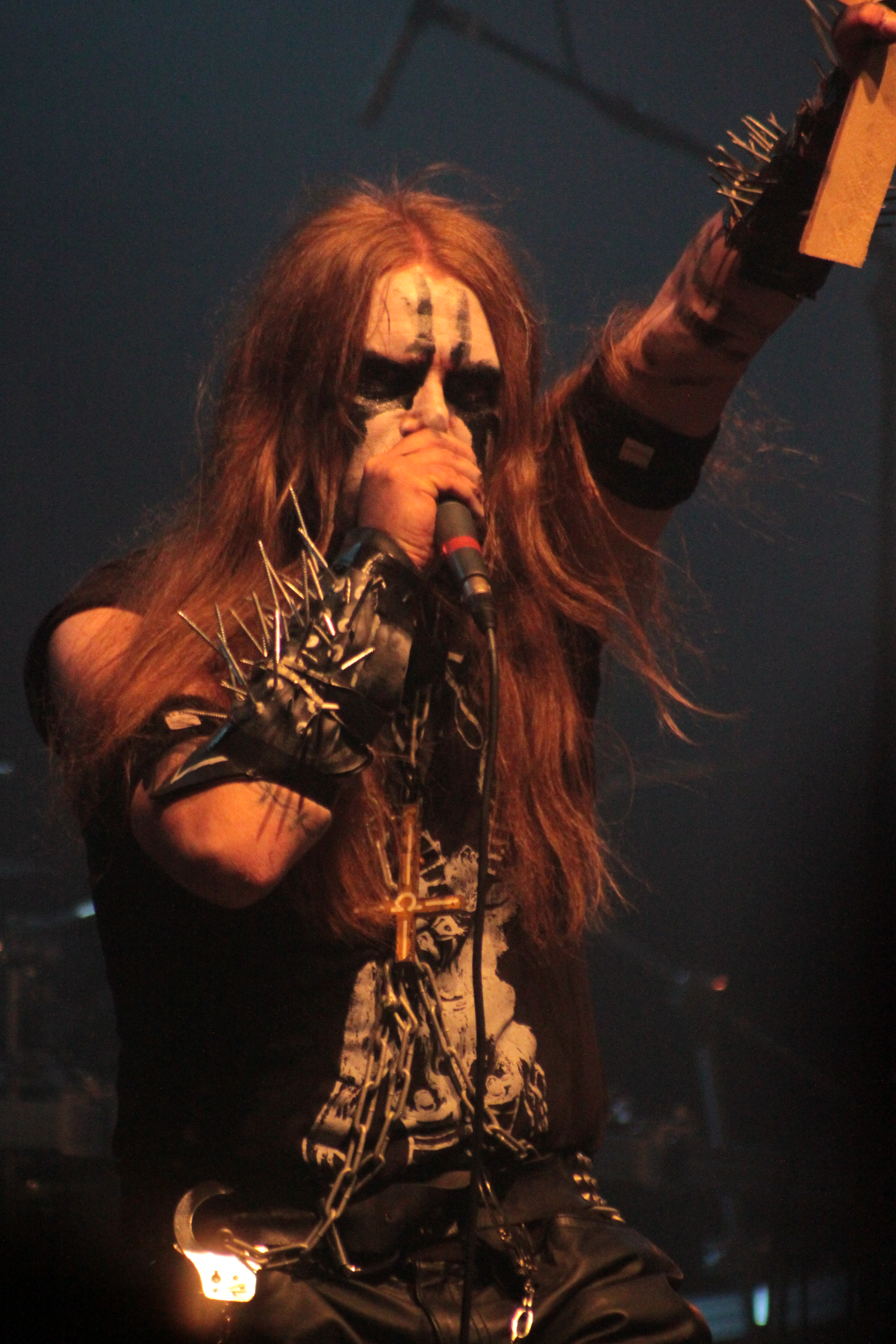
Nattefrost
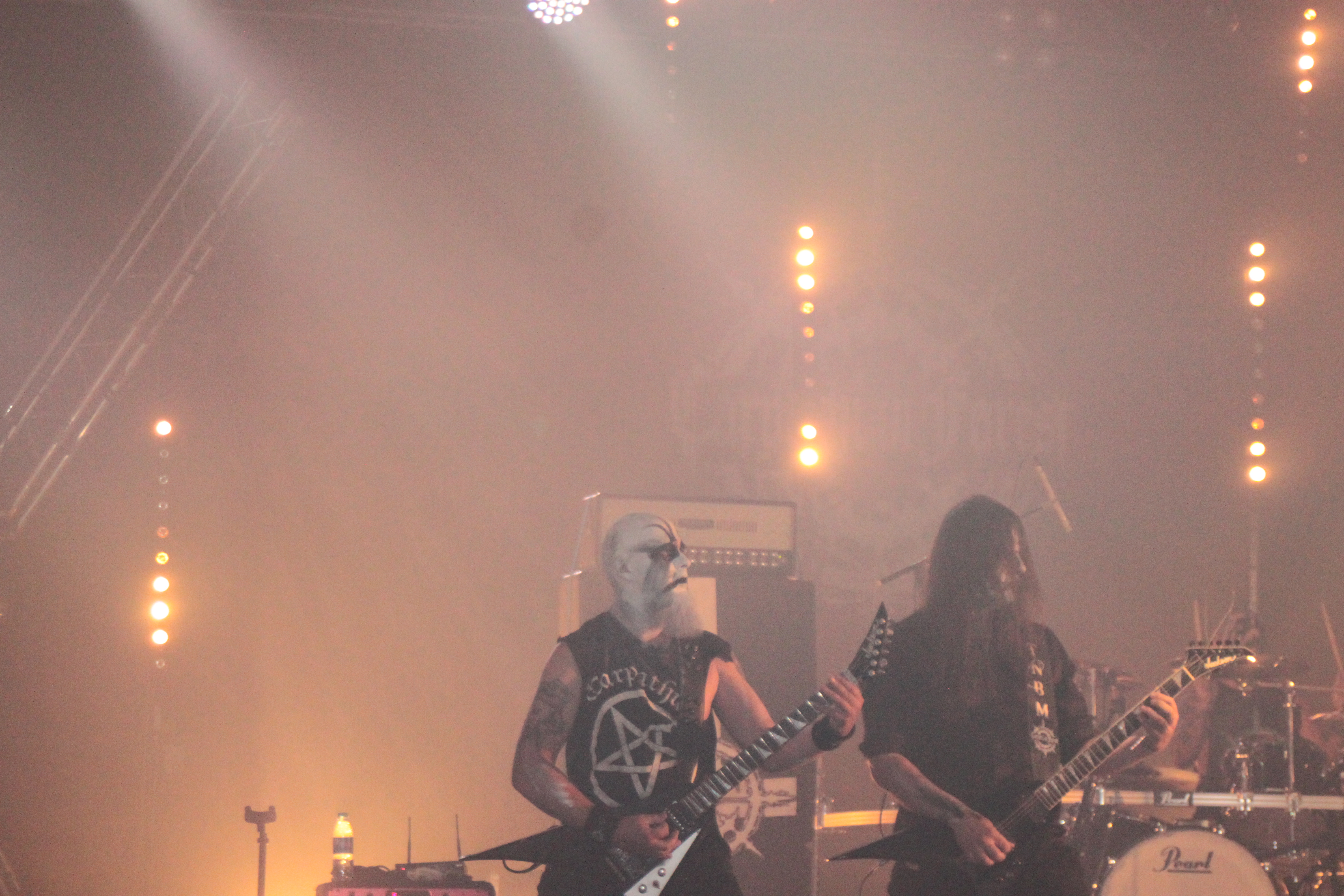
Blood Pervertor & Tchort
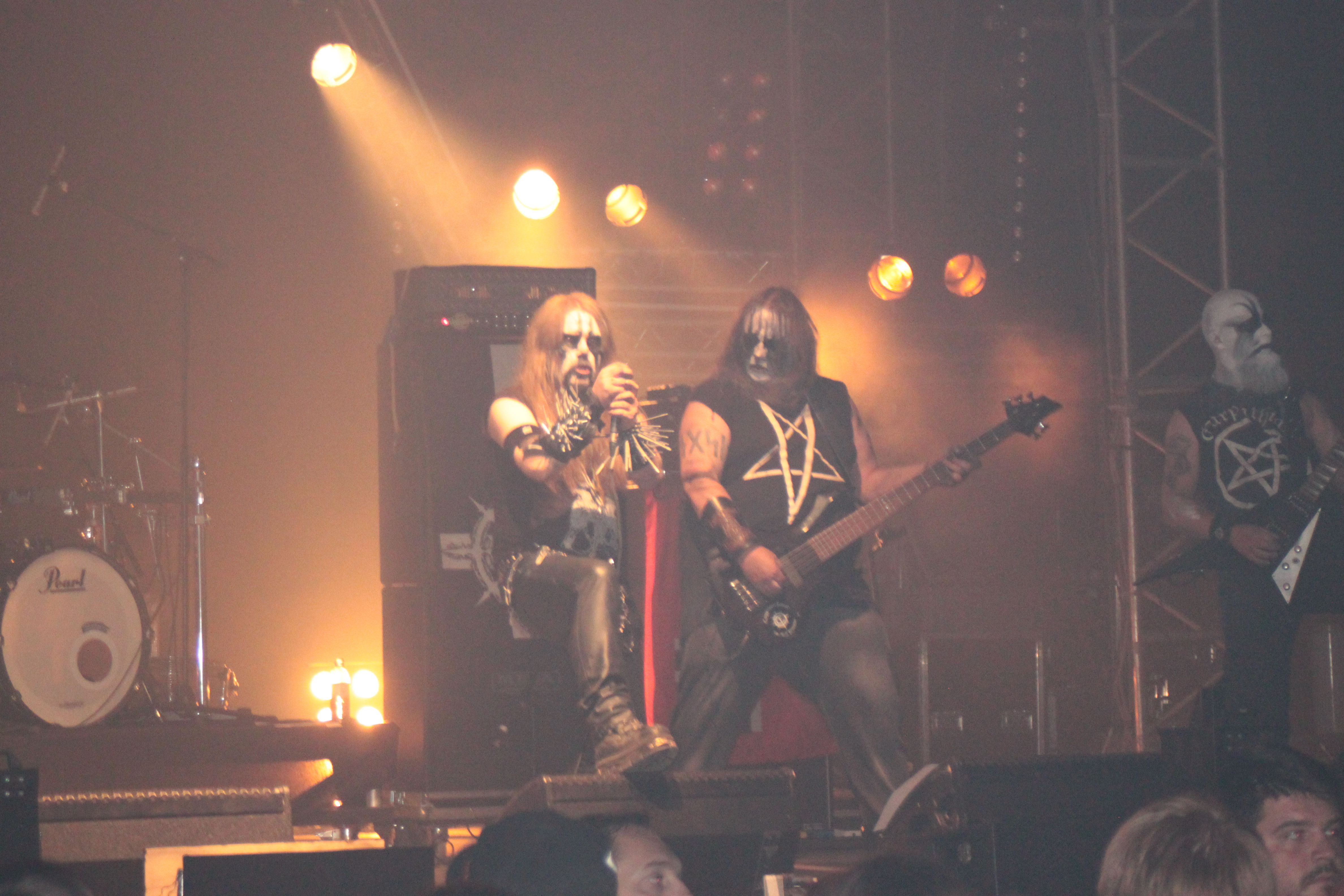
Nattefrost, Vrangsinn & Blood Pervertor
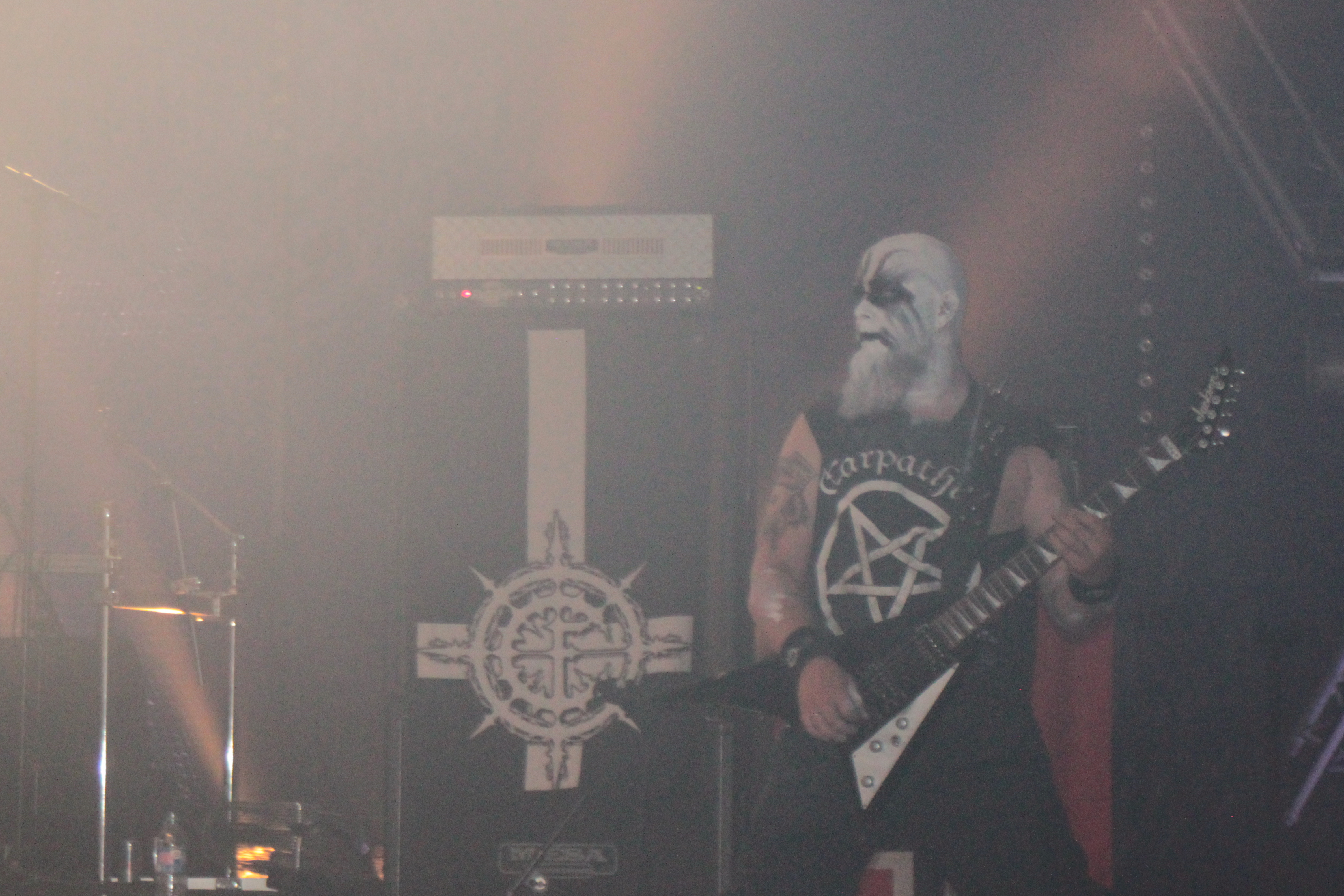
Blood Pervertor
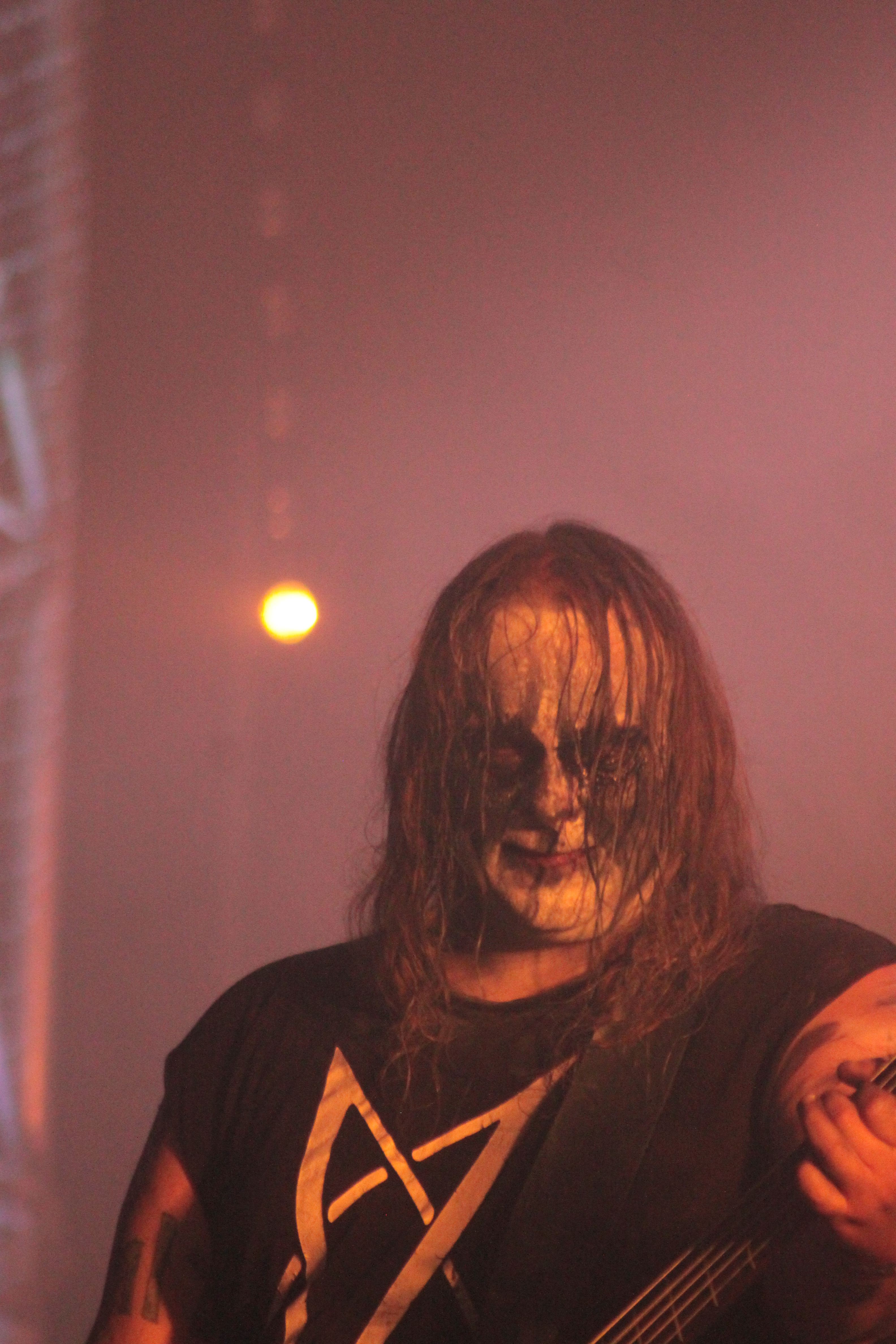
Vrangsinn

## Состав
- Nattefrost — вокал, бас-гитара, клавишные
- A. Kobro — ударные
- Vrangsinn — бас-гитара, клавишные, гитара, бэк-вокал

### Бывшие участники
- J. Nordavind
- Lazare
- Lord Blackmangler
- Damnatus
- Tchort (1999—2009, 2012—2014)
- BloodPerverter (2003—2014) — гитара, бэк-вокал